# Шёнбурги
Шёнбурги (нем. Schönburg) — род немецких баронов, с конца XII века владевший замками и местечками в Саксонии, включая замок Шёнбург, давший ему название, и город Глаухау (бывший Глухов) с двумя родовыми замками. Принадлежит по рангу к категории медиатизированных германских владетельных домов.
Германн I фон Шёнбург, родоначальник владетельного дома, упоминается в актах за 1161-86 гг. Его потомкам приходилось вести продолжительные споры из-за феодальных прав с другими саксонскими владетельными домами и с курфюрстом. После того как владения Шёнбургов в XIII—XV вв. раздробились между многими линиями, они в 1488 г. вновь были соединены Эрнстом IV.
Вражда Шёнбургов с Веттинами особенно обострилась после того, как в 1700 г. император Леопольд I причислил Шёнбургов к кругу имперских графов. Саксонский курфюрст отказался признать за Шёнбургами новое звание и связанные с ним права. Соглашение состоялось лишь в 1740 г.: Шёнбурги признали территориальное верховенство курфюрста, а Саксония — графское достоинство Шёнбургов. 

Отто Карл фон Шёнбург (1758—1800), возведённый в 1790 г. в достоинство имперского князя, разделил владения между сыновьями, от которых происходят две княжеские линии — вальденбургская и гартенштейнская. На несколько ветвей распадается и графская ветвь, отделившаяся от княжеской ещё в XVI веке и сохранившая в своих руках Глаухау с Вексельбургом. 
Поскольку Шёнбурги XVII-XVIII вв. неоднократно признавали себя министериалами Веттинов (а не императоров), их медиатизация в начале XIX века представляла собой юридическую фикцию. По договору 1878 г. Шёнбурги за вознаграждение в 1,5 млн марок окончательно уступили саксонскому правительству право юрисдикции в своих владениях. При этом они сохранили видное место в общественной жизни Саксонии и даже в XX веке дали ряд заметных деятелей:
- Князь Алоиз фон Шёнбург-Гартенштейн[англ.] (1858—1944) — министр обороны Австрии в марте-июле 1934 г.
- Принцесса София Шёнбург-Вальденбургская (1885—1936) — жена князя Вильгельма Албанского
- Граф Йоахим фон Шёнбург-Глаухау (1929—1998) — депутат бундестага от Глаухау; женат на правнучке Иштвана Сеченьи
- Граф Александр фон Шёнбург-Глаухау (род. 1969) — немецкий писатель и журналист, сын предыдущего; с 1999 женат на Ирине Гессенской, троюродной сестре британского принца Уильяма
- Графиня Глория фон Шёнбург (род. 1960) — сестра предыдущего, светская львица 1980-х гг., мать князя Альберта Турн-и-Таксиса.

- Резиденции Шёнбургов
- Замок Рохсбург
- Замок Хинтерглаухау
- Резиденция в Лихтенштайне
- Замок Лихтенштайн
- Замок Вальденбург